# 新莊慈祐宮
25°02′04″N 121°27′10″E / 25.034534°N 121.452790°E
新莊慈祐宮，舊稱新莊天后宮，是位於臺灣新北市新莊區榮和里新莊廟街的媽祖廟，被列為新北市文化資產，也是土城區媽祖田地名的由來。

## 沿革歷史
同治年間的重修慈祐宮碑記載此廟為為雍正七年（1729年）動工興建，原名為「新莊天后宮」，因有碑文為證，一般創立時間為此版本。也有說是康熙廿五年（1686年）。廟身坐落在新莊廟街，面對新莊港渡口，但港渡口後已無運輸功能。今廟址乃新莊路218號，屬榮和里。乾隆十三年（1748年）因火災被毀，直到乾隆十八年（1753年）重修，廟後加設水池，並改名為「慈祐宮」。開山祖師為「臨濟正宗三十八世上志下修懷公和尚」。

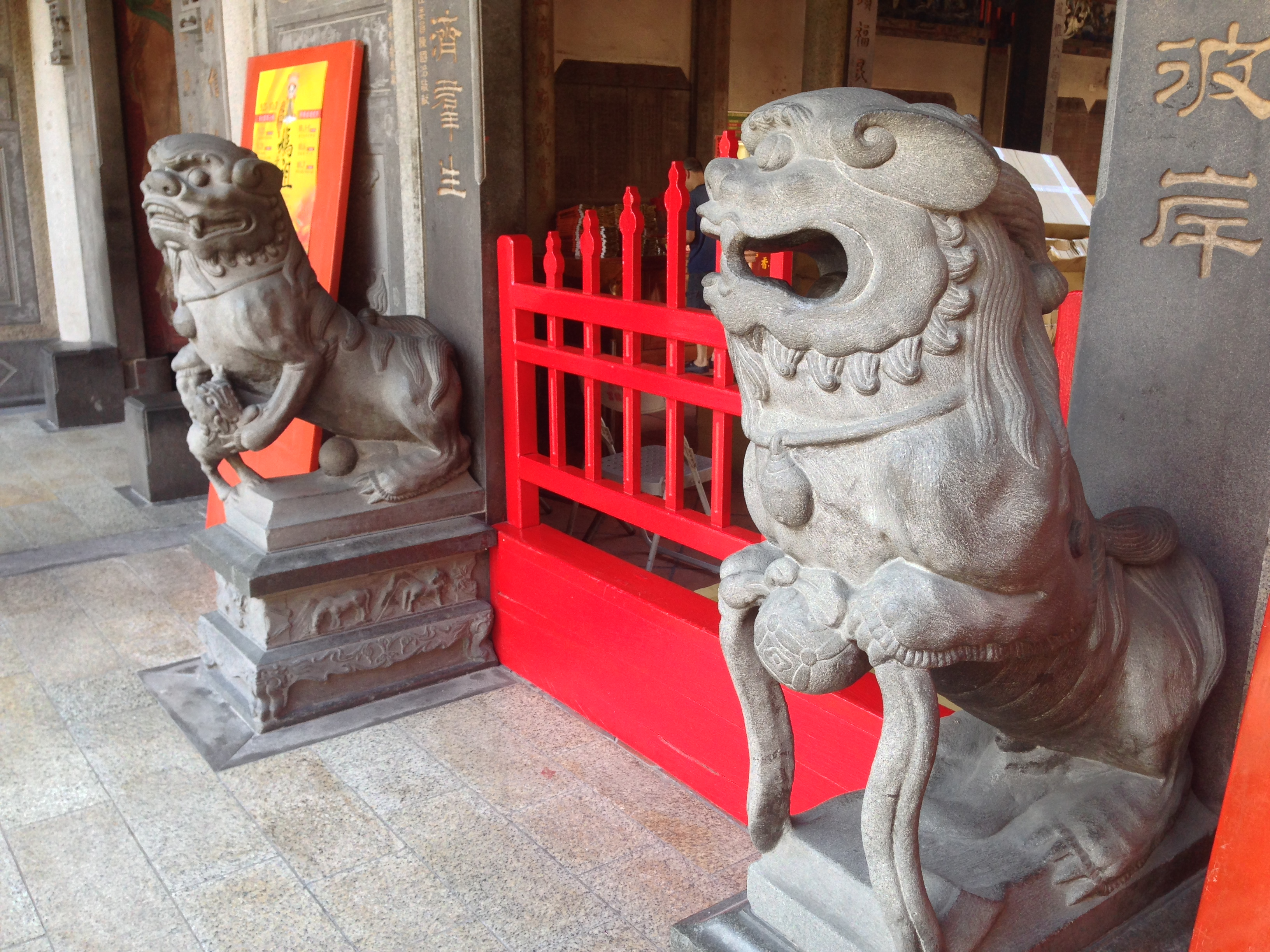
嘉慶年間雕刻的石獅子

嘉慶十八年（1813年），艋舺縣丞曹汝霖倡修，完工後在宮右側獨立建新莊文昌祠。1927年整修是由陳應彬主持。1980年代，政府興建新莊地區堤防，擋住此廟與大漢溪間的視野，被地方人士認為擋住媽祖的眼界，影響風水與交通，屢次要求在廟正前方興建水門橫移門，以讓地方興盛。1994年左右，廟方委請建築師楊仁江，將原以瓷磚裝飾的壁堵全數改回傳統的泥牆及雕刻，預計花費新台幣二千萬。2010年，政府耗資經費新台幣三千多萬元的利濟街堤防水門橫移門完工，於同年3月15日下午舉行啟用典禮，廟前可再度望見大漢溪。
2015年5月2日，廟方舉行文物館落成啟用儀式與舉行宮誌發表，新北市副市長侯友宜、立法委員吳秉叡、新北市議會議員黃林玲玲、新莊區區長李政勳、慈祐宮主委陳圓光等出席參與。管委會表示創建共經歷九次大型整修，留下每時代不同的建築裝飾風格，及珍貴的文獻資料，擔心文物會隨時間漸漸損壞，因此有了編輯宮誌與設立文物館的想法。

## 文化資產

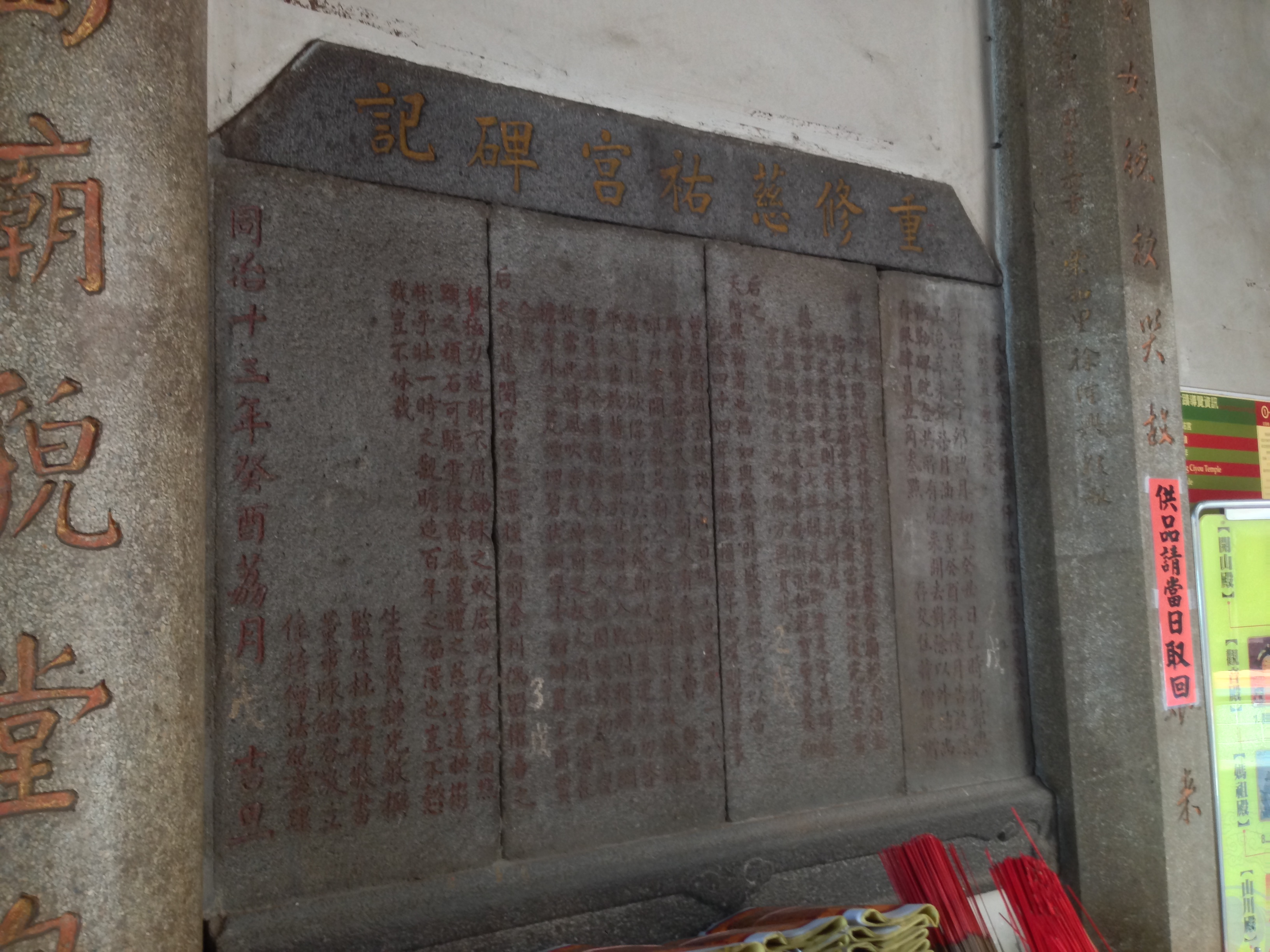
重修慈祐宮碑記（同治十三年癸酉荔月）

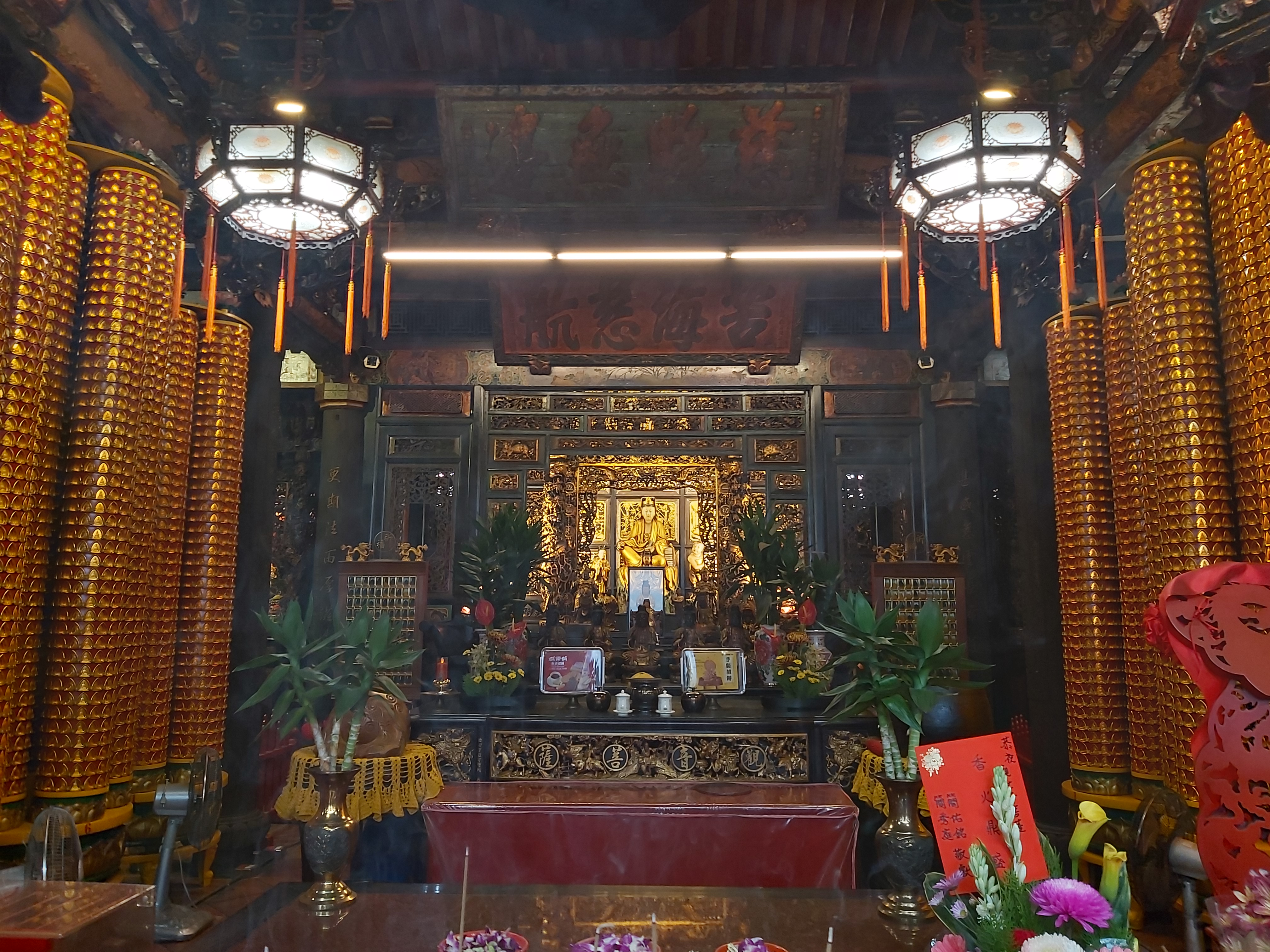
觀音殿

建築為三開間四進二廊，經過多次整修，但石刻與彩繪仍保有名師作品，如包含嘉慶年間雕刻的石獅、刻有乾隆十八年的案桌、廟產界圖木匾，以及「德參天地」、「海宇攸寧」、「德參一六」等多面老匾額，其中「德參一六」為王得祿所題。正殿的龍柱為中國大陸師傅所刻，為單龍蟠柱無鏤空雕的清朝中葉風格。1967年重繪的三川殿門神，則是陳壽彝與許連成的對場作。
慈祐宮目前留下最古老的文物為乾隆十六年（1751年）信眾所獻的供桌，以及乾隆五十五年（1790年）的天后宮祀田匾。最名貴的一尊神像為明朝的魁星爺，樣貌為紅髮青面、頭生雙角、巨口獠牙，左手執銀錠，右手執殊筆。還有一頂古董鸞轎，在農曆三月二十一日媽祖誕辰時會載媽祖神像遶境。剪粘則有葉進祿的作品。
後殿的觀音神龕有一塊以整塊木頭的木雕，俗稱「破葉蓮」，高約一點五公尺，寬約三十公分，厚度約五公分，有蓮枝數莖，開放蓮花、蓓蕾各一，蓮葉數片，白鷺各三隻，其中一隻啄銜小青蛙一隻，另兩隻則凌空飛翔。
文建會古蹟評鑑小組於1985年11月26日正式公布新莊慈佑宮、新莊武聖廟、新莊文昌祠為臺閩地區三級古蹟，而同地的新莊廣福宮為二級。

### 碑刻
- 聖母香燈碑：乾隆二十九年（1764年）。

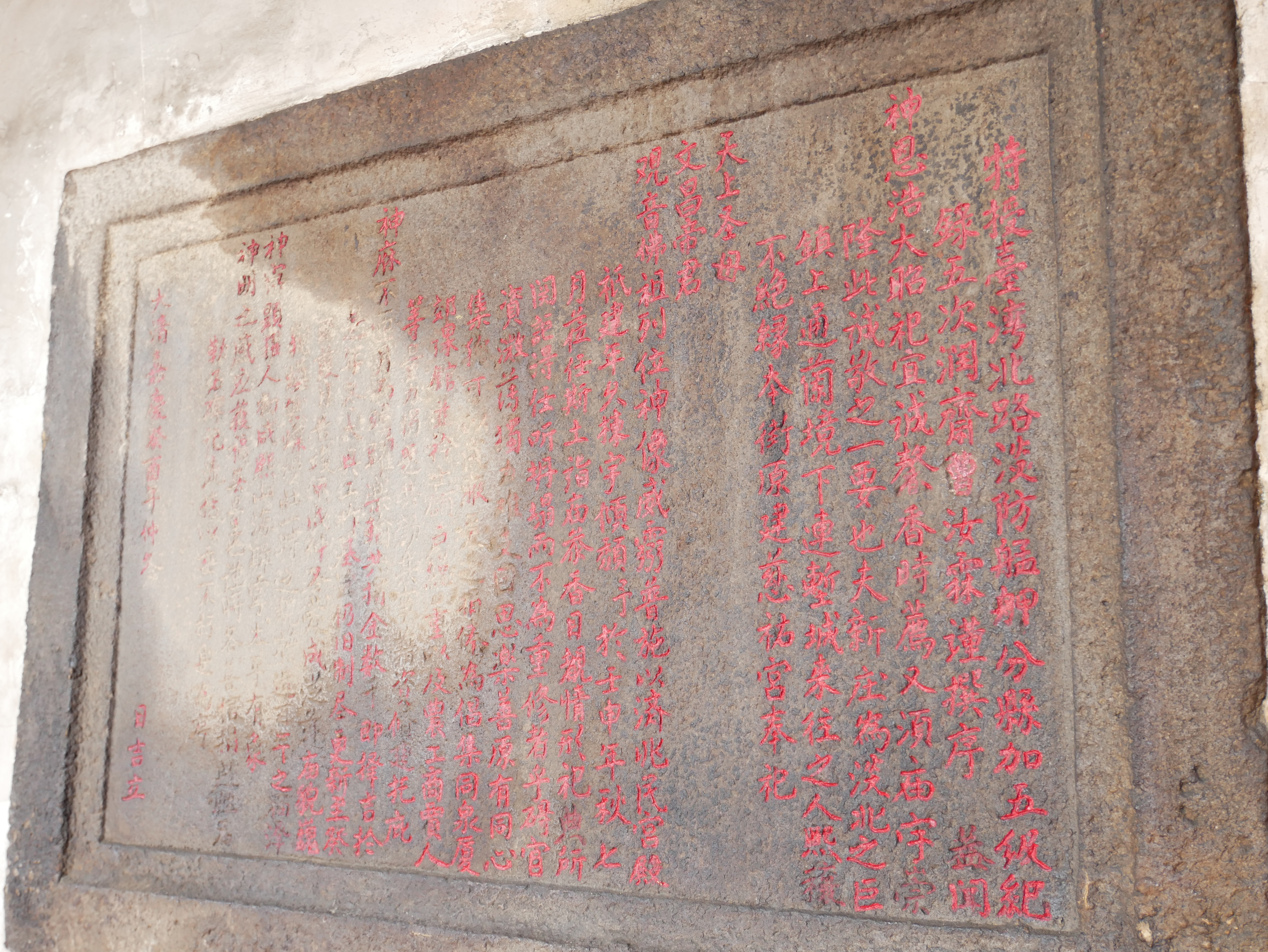
重修慈祐宮碑誌

- 奉憲立石：乾隆二十九年（1764年），原碑無題，額刻「奉憲立石」四字，係聖母香燈碑之續，詳列渡稅店租之金額，充聖母香燈。
- 重修慈祐宮碑記：乾隆四十四年（1779年）八月， 原碑無題，特授福建臺灣北路淡防總捕分府、加五級、紀錄八次、亮齋王右弼謹撰序。
- 重修慈祐宮碑誌：嘉慶癸酉年（1813年）仲冬， 原碑無題， 特授臺灣北路淡防艋舺分縣、加五級、紀錄五次、潤齋曹汝霖謹撰序。
- 重修慈祐宮碑記：同治十三年（1874年）癸酉荔月。

## 失竊神像

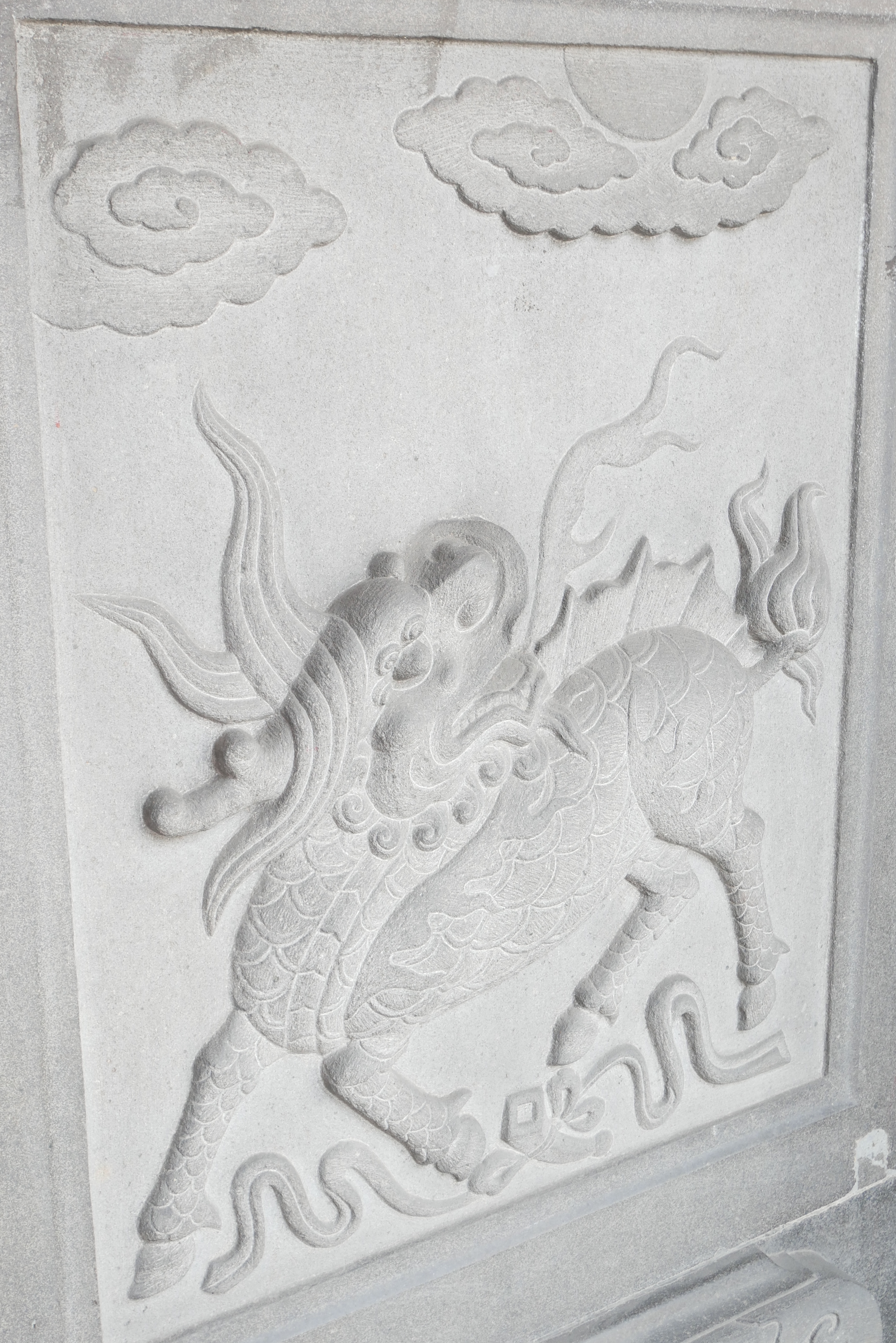
三川殿裙堵麒麟浮雕

1980年代初，臺灣陸續發生寺廟古神像失竊事件。案發時間大多發生在凌晨，由於廟祝年老體衰或人手不足，竊賊先行潛入，再用大搬家方式竊走神像。繼新莊兩間大廟的新莊廣福宮的木雕獅、新莊武聖廟五尊關帝君雕像被竊後，1980年12月19日清晨，新莊慈祐宮也有廿六尊在中殿的神像被竊，有十八羅漢、註生娘娘侍女、土地神、山神、四海龍王等。廟祝李證羊推斷竊賊一定預先埋伏在殿內，等人睡穩，才「裏應外合」，放「外合」的人進來偷。當天廟方向新莊警察分局報案，值班警員只是照例登記，並沒到現場探勘，還笑說：「那些也有人要偷？」廟方曾找佛具店來估價，再重刻廿六尊起碼要新台幣廿萬元。這些神像都出自乾隆時唐山師傅之手，價格已無法估算。
在遍尋無著下，廟方只好找人依眾神的存檔照片重新雕刻供奉。2003年初，一位企業界的收藏家與一家名為「鹿野苑」的佛教藝術社團負責人吳文成接觸，表明珍藏了一批木雕十八羅漢等二十三尊神像，因自己年事已高，希望能找到更適合或原來奉祀的處所供奉。同年7月下旬，吳文成等人發現該些神像來自新莊慈祐宮，這批神像就先暫置於鹿野苑常務理事黃焜璋住所佛堂，後在同年10月3日迎回廟宇，由臺北縣縣長蘇貞昌、新莊市市長黃林玲玲等人在廟前恭迎入宮。

## 媽祖祀田

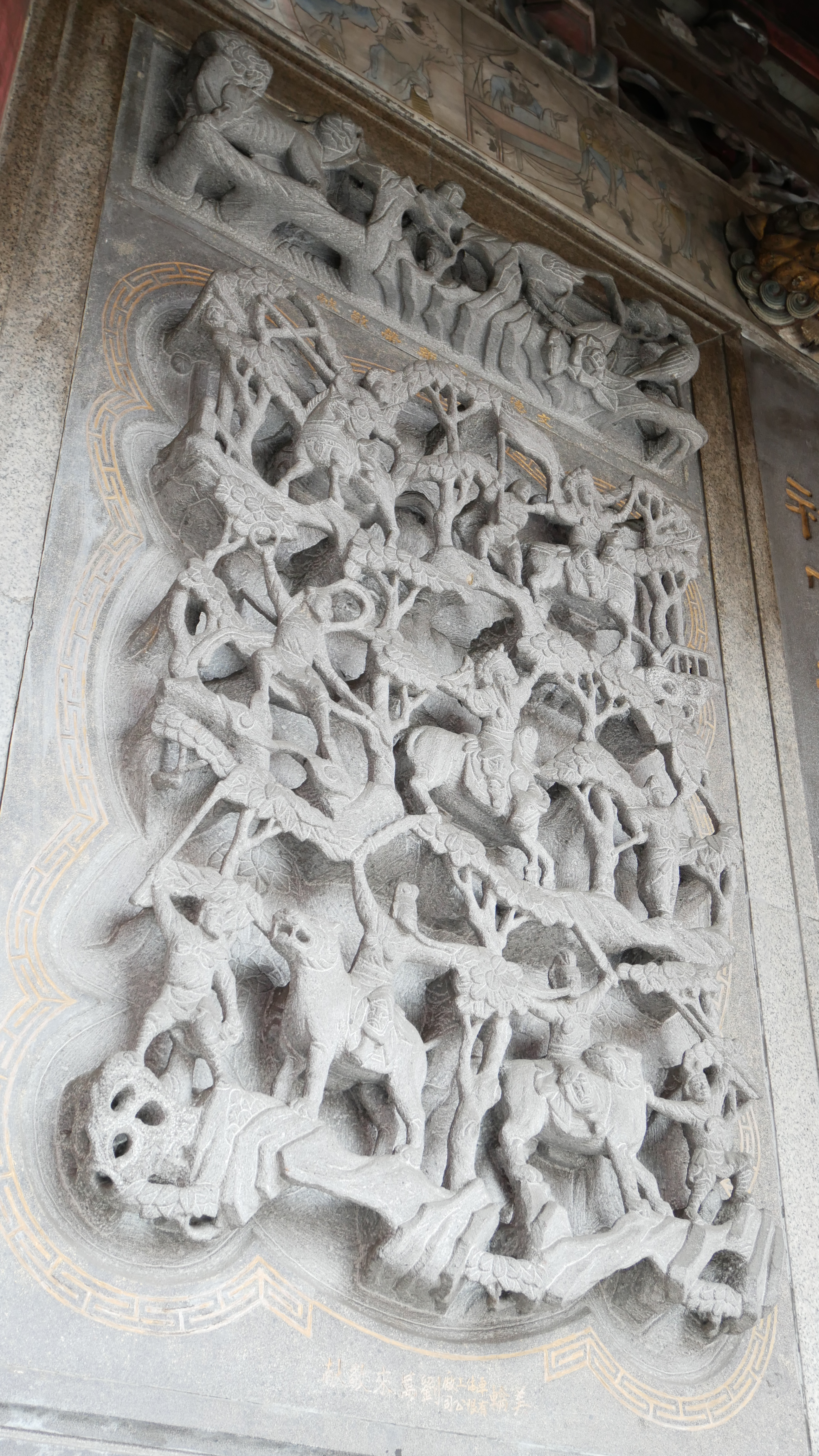
三川殿身堵浮雕

乾隆三十五年（1770年），泉州安溪縣移民從新莊奉媽祖神位來土城、三峽交界處山區開墾。然後，乾隆四十三年（1778年）由安溪籍的墾戶李武侯、李維芝兄弟，將此地約三百甲土地捐獻給新莊慈祐宮作為媽祖祀田，當地遂稱為「媽祖田」。原因是清廷賦稅太重，墾民因此獻土地給慈祐宮，自己成為廟方的佃農，希望由廟方代繳稅賦，能將賦稅減輕。今址為土城區祖田里中央路4段底及龍泉路一帶。但是先民獻地給廟方後，發現稅賦沒減，又不熟悉土地法規無法討回土地。導致日後的爭紛。乾隆五十五年由新莊巡檢周書鳳判慈祐宮勝訴，經淡水廳同知袁秉義核示，立匾標示佃田範圍及佃農姓名。後來，因墾民拒繳稅，被親近慈祐宮的人提報，有十八名墾民被殺，當地也因而被稱為「殺人坪」。1906年起至1915年，該地土地正式登記在慈祐宮名下。中華民國政府實施三七五減租等土地改革時，了解事情始末後雖介入協調，但無下文。光是1985年至2005年間，廟方就有九件土地被占用的法律爭紛。
2006年8月16日，祖田里長黃豐明召集媽祖田墾民後裔集會，商討如何保護房產與土地，並宣告會委請當地慈安宮的土地公以進香名義，向慈祐宮討還土地。黃豐明表示，數月前慈祐宮管理委員會改組後，逼里民簽不平等條約，檢舉現有的一百多戶居民違建，要求搬離拆除。慈祐宮管委回應，該地地價稅都是慈祐宮繳納，光2005年就繳了九十四萬元，另當地都是山坡地，居民違建或濫墾遭取締時，也都是慈祐宮受罰，所以廟方決定採積極管理作為。
次年7月31日，法官率員強制拆除媽祖田上的祖田里龍泉路83號土地上的五戶房屋，並包括一間與「慈祐宮」同名的媽祖廟，縣議員歐金獅、前縣議員余有澄等民代都趕來為居民求情，不過無效。2008年8月29日，新莊慈祐宮帶著三十多名工人來拆中央路4段的房屋，受到兩百多名居民頭綁黃布條抗爭，立法委員盧嘉辰、縣議員吳琪銘、林銘仁到場關心和協調，還有老婦人抗議廟方沒有像媽祖一樣慈悲為懷，但依然拆除。2013年12月20日，媽祖田的土城普安堂也被拆除大半。同月31日，土城普安堂剩餘部分被列為新北市文化資產，遭到新莊慈祐宮主委陳圓光抗議土地稅都是慈祐宮在繳，會依程序提出申訴。
土城當地名為「阿貓阿狗公車男」的獨立樂團製創作〈媽祖田之歌〉紀念此土地抗爭事件。

## 參考

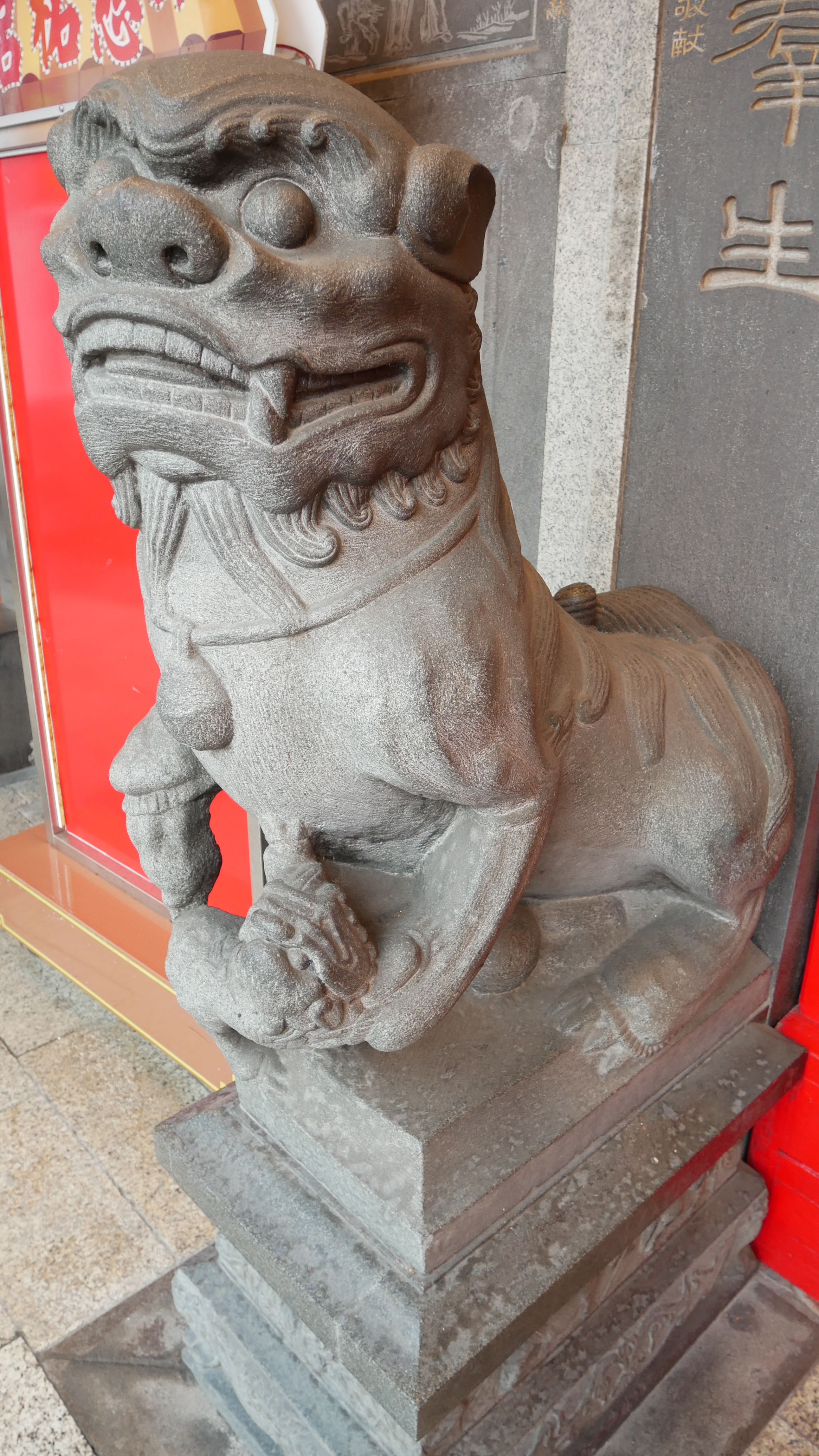
母石獅

## 外部連結
- 官方网站
- 新莊慈祐宮—文化部文化資產局 （页面存档备份，存于）